# Anna Wesołowska-Firlej
Anna Wesołowska-Firlej (ur. 9 stycznia 1949 w Łodzi) – polska pianistka, profesor zwyczajny, wykładowca, a w latach 1999–2005 rektor Akademii Muzycznej w Łodzi.

## Życiorys
Studiowała w Państwowej Wyższej Szkole Muzycznej w Łodzi w klasie pianistycznej doc. W. Parczewskiego, którą ukończyła z wyróżnieniem w 1972 roku. Uczestniczka kursu mistrzowskiego prof. Guido Agostiego w Hochschule für Musik ‘Franz Liszt’ w Weimarze. Studia podyplomowe w Hochschule für Musik und Darstellende Kunst w Wiedniu w klasie prof. Hermana Schwertmanna. W trakcie studiów, w 1971 roku zdobyła I nagrodę na Międzyuczelnianym Konkursie Muzyki Kameralnej. W 1974 roku na Międzynarodowym Konkursie Wokalnym w Hertogenbosch w Holandii. W 1976 roku była laureatką Międzynarodowego Konkursu „Gaudeamus” w Rotterdamie, a w 1977 roku finalistką Międzynarodowego Konkursu Pianistycznego im. L. van Beethovena w Wiedniu.
W 1973 zatrudniona na stanowisku asystenta w Katedrze Fortepianu Państwowej Wyższej Szkoły Muzycznej w Łodzi. W 1981 roku uzyskała stopień doktora, a w 1985 docenta, w 1991 roku otrzymała tytuł profesora nadzwyczajnego. W latach 1990–1993 pełniła funkcję prodziekana Wydziału Wykonawstwa Instrumentalnego i Wokalno-Aktorskiego, w latach 1993–1999 była prorektorem do spaw naukowo-dydaktycznych, a w latach 1999–2005 rektorem Akademii Muzycznej w Łodzi. Jest również prezesem Zarządu Fundacji im. Artura Rubinsteina.
Wielokrotnie koncertowała w Europie (we Francji, Włoszech, w Niemczech, Anglii, Irlandii, Holandii, Rosji, Bułgarii, Austrii, Finlandii, Hiszpanii, Szwajcarii) oraz poza nią: w Kanadzie i na Kubie. Nagrywała dla radia i telewizji w Polsce, w Niemczech, Anglii, Finlandii, Francji i Hiszpanii. Współpracowała z firmami fonograficznymi – jak Wifon czy Le Chant Du Monde.

## Życie prywatne
Jest żoną wiolonczelisty, Stanisław Firleja.

## Nagrania muzyczne
- Antologia miniatury wiolonczelowej (wraz z S. Firlejem) (1987)
- F. Chopin, Utwory kameralne (wraz z S. Firlejem) (1987)
- H. Wieniawski, Utwory skrzypcowe (wraz z B. Górzyńską) (1989)
- F. Schubert, Tria fortepianowe (wraz z A. Kosteckim i S. Firlejem, jako Rubinstein Trio)
- F. Chopin, Sonata g-moll op. 65, Polonez C-dur op.3, Trio g-moll op. 8 (wraz z B. Górzyńską i S. Firlejem)
- S. Moniuszko, F. Chopin - utwory różne na jeden i dwa fortepiany (wraz z K. Makowską)